# Amsacta occidentalis
Amsacta occidentalis là một loài bướm đêm thuộc phân họ Arctiinae, họ Erebidae.